# Marie de Guise (1515-1560)
Pour les articles homonymes, voir Marie de Guise.
Titres
Reine d’Écosse
18 mai 1538 – 14 décembre 1542
(4 ans, 6 mois et 26 jours)
Régente du royaume d'Écosse
12 avril 1554 – 11 juin 1560
Marie de Guise aussi appelée Marie de Lorraine, née le 22 novembre 1515 à Bar-le-Duc et morte le 11 juin 1560 à Édimbourg, fut duchesse de Longueville puis reine de 1538 à 1542 et régente d'Écosse. Fille de Claude de Lorraine et d'Antoinette de Bourbon-Vendôme, elle appartient à la branche de Guise de la maison de Lorraine, elle est la nièce du duc Antoine Ier de Lorraine et de Bar dit « Le Bon ».
Elle épouse en premières noces le duc de Longueville, puis en 1538 le roi Jacques V d'Écosse, devenant sa seconde épouse, membre de la dynastie des Stuart. Elle eut notamment pour petit-fils Jacques Ier, qui réunit en 1603 les trônes d'Écosse et d'Angleterre sous l'autorité d'un seul monarque. Elle a une fille nommée Marie Stuart, qui se maria avec le roi de France pour unir les deux pays.

## Biographie

### Famille et enfance

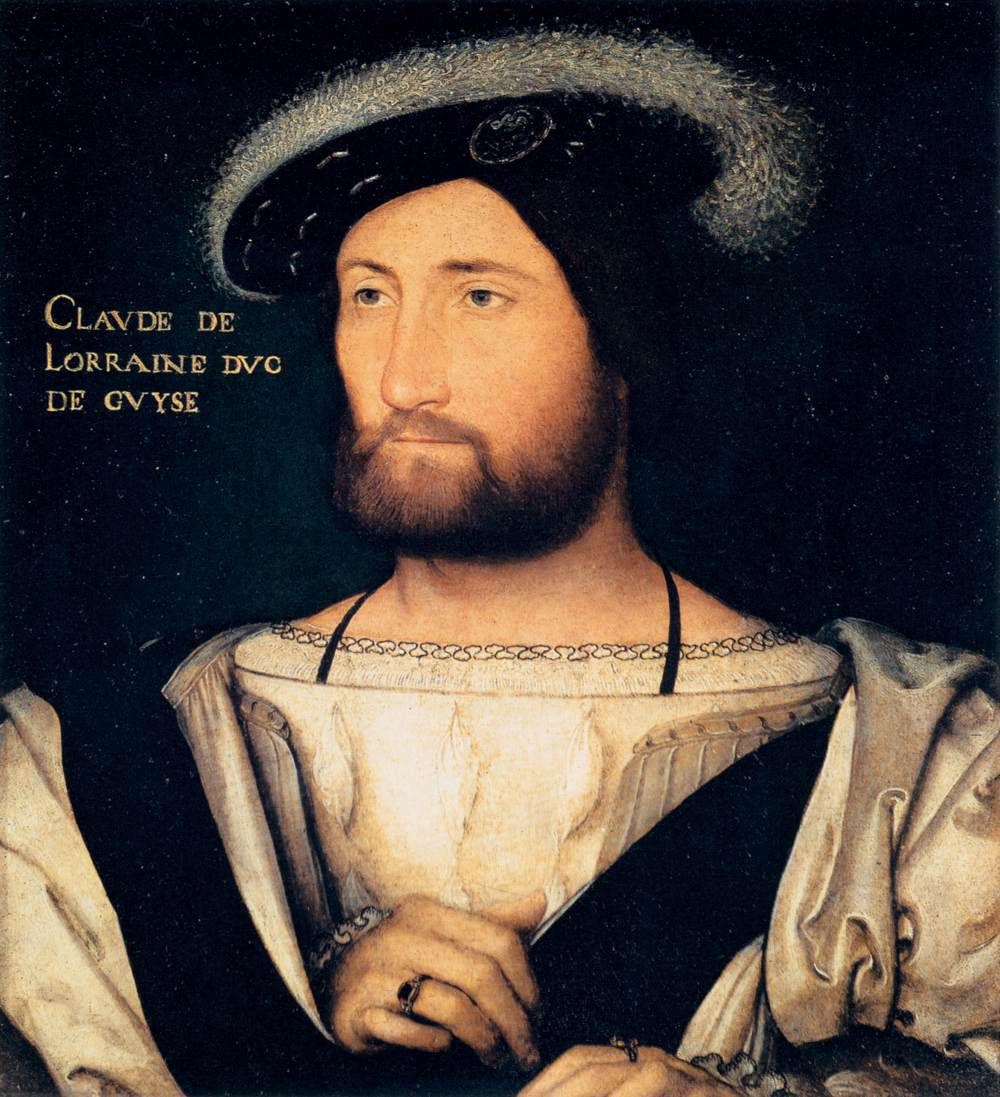
Claude de Lorraine

Marie est née à Bar-le-Duc dans le duché de Lorraine le 22 novembre 1515, un peu plus de deux mois après la bataille de Marignan, elle était la fille aînée d'une fratrie de douze enfants du premier duc de Guise, Claude de Lorraine et d'Antoinette de Bourbon, et la sœur de François de Guise, qui prit la tête des catholiques intransigeants durant les guerres de religion. Si son père, valeureux officier au service des rois de France, fut naturalisé français, il n'en garda pas moins la distinction de prince « issu d'une famille souveraine étrangère » à la cour de France et conserva les honneurs qui allaient de pair avec cette dignité. La famille de Guise, comme la maison de Lorraine tout entière, était alors ouvertement engagée dans la défense de la cause catholique. La mère de la princesse est issue de la maison de Bourbon qui descend du roi Louis IX de France. Par elle, Marie est une cousine germaine d'Antoine de Bourbon, roi de Navarre duc de Vendôme et père du roi Henri IV de France. A 5 ans elle est faite marraine de sa sœur cadette Louise. Peu de temps après, elle rejoint sa grand-mère paternelle Philippe de Gueldre au couvent des Clarisses de Pont-à-Mousson. Vers l'âge de 14 ans, son oncle Antoine de Lorraine, duc de Lorraine, et sa tante Renée de Bourbon-Montpensier lui rendent visite. Impressionnés par les qualités et la stature de leur nièce (elle fait près d'1m80 à une époque ou la taille moyenne avoisinait les 1m60 à l'instar de Charles Quint), ils l'éloignèrent du couvent et la préparèrent à la vie à la cour de France. En 1531, Marie fit sa première apparition et ses débuts lors du mariage de François Ier et d'Éléonore de Habsbourg. Elle noue une amitié avec les filles du roi, Madeleine (à qui elle succédera plus tard en tant que reine d'Écosse) et Marguerite de France.

### Premier mariage

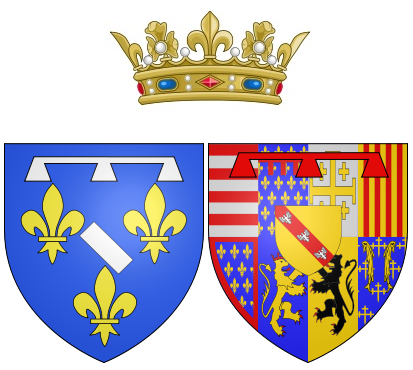
Armoiries de Marie de Guise durant son premier mariage

Marie de Guise fut élevée pendant 10 ans au château de Frouard et reçut une excellente éducation catholique au couvent des Clarisses de Pont-à-Mousson  avant d'épouser le 4 août 1534 à 18 ans, au Louvre, Louis II d'Orléans, duc de Longueville grand chambellan de France, dont elle eut deux fils, François III d'Orléans, duc de Longueville, né le 20 octobre 1535 (mort en 1551) et Louis d'Orléans-Longueville né en 1536 et mort la même année. Le 9 juin 1536, Louis meurt à Rouen et la laisse veuve enceinte à l'âge de 20 ans et demi. Pour le reste de sa vie, Marie garde la dernière lettre de son bon mari et ami Louis, qui mentionnait sa maladie et expliquait son absence à Rouen. On peut encore la voir à la Bibliothèque nationale d'Écosse.

### Reine d’Écosse

#### Henri VIII
Veuve à 20 ans et demi du duc de Longueville, Marie était une jeune femme riche et brillante. Au roi Henri VIII d'Angleterre qui s'intéressait à elle notamment pour sa très grande taille (environ cinq pieds et onze pouces soit 1,80 m), elle fit savoir avec ironie « qu'elle n'avait pas le cou assez long », faisant allusion à la décapitation d'Anne Boleyn, précédente épouse du roi. C'est l'ambassadeur de France à Londres, Louis de Perreau Sieur de Castillon, qui lui annonça la demande.

#### Contrat avec Jacques V d'Ecosse

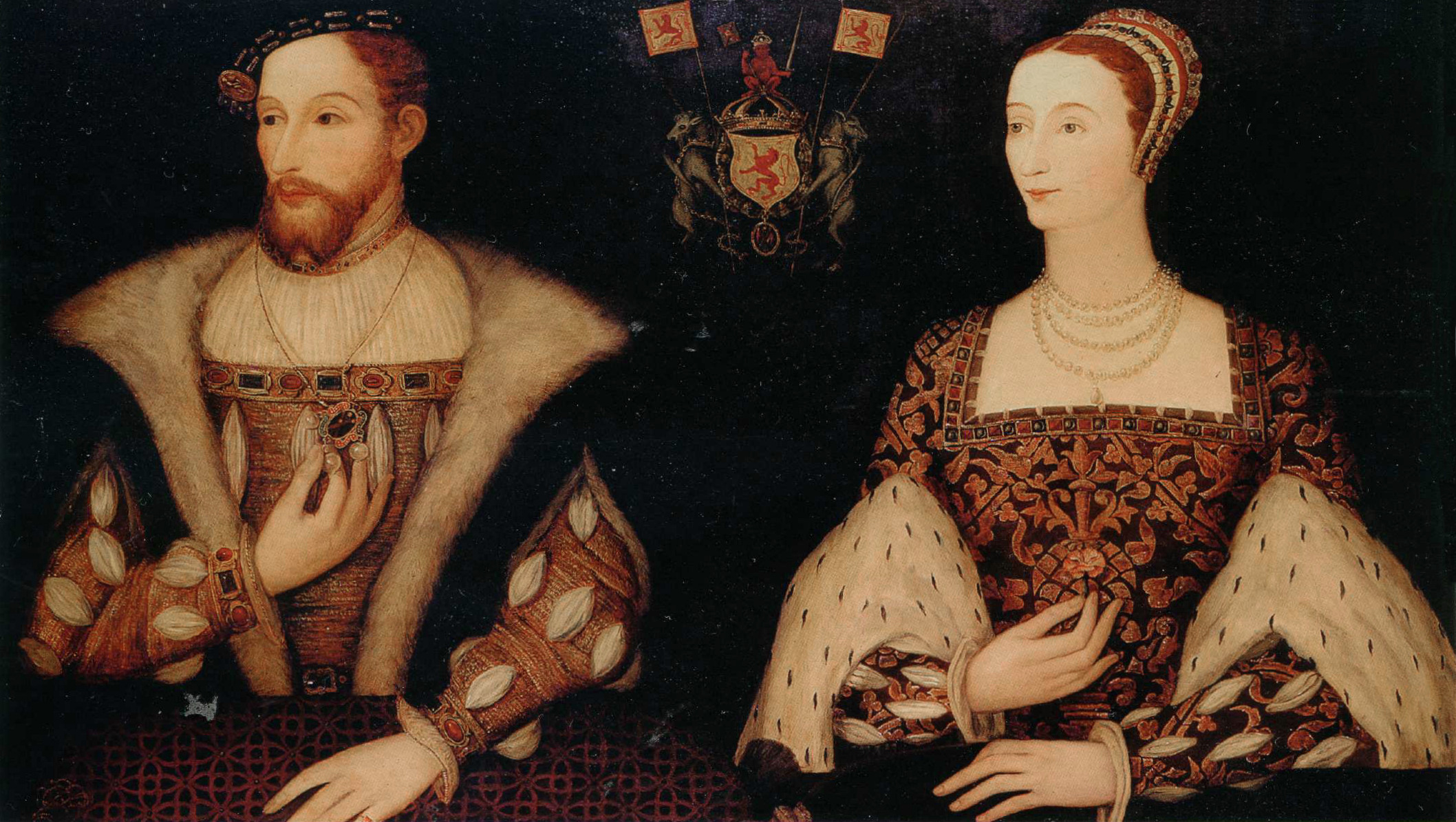
Jacques V et Marie de Guise, XVIe siècle.

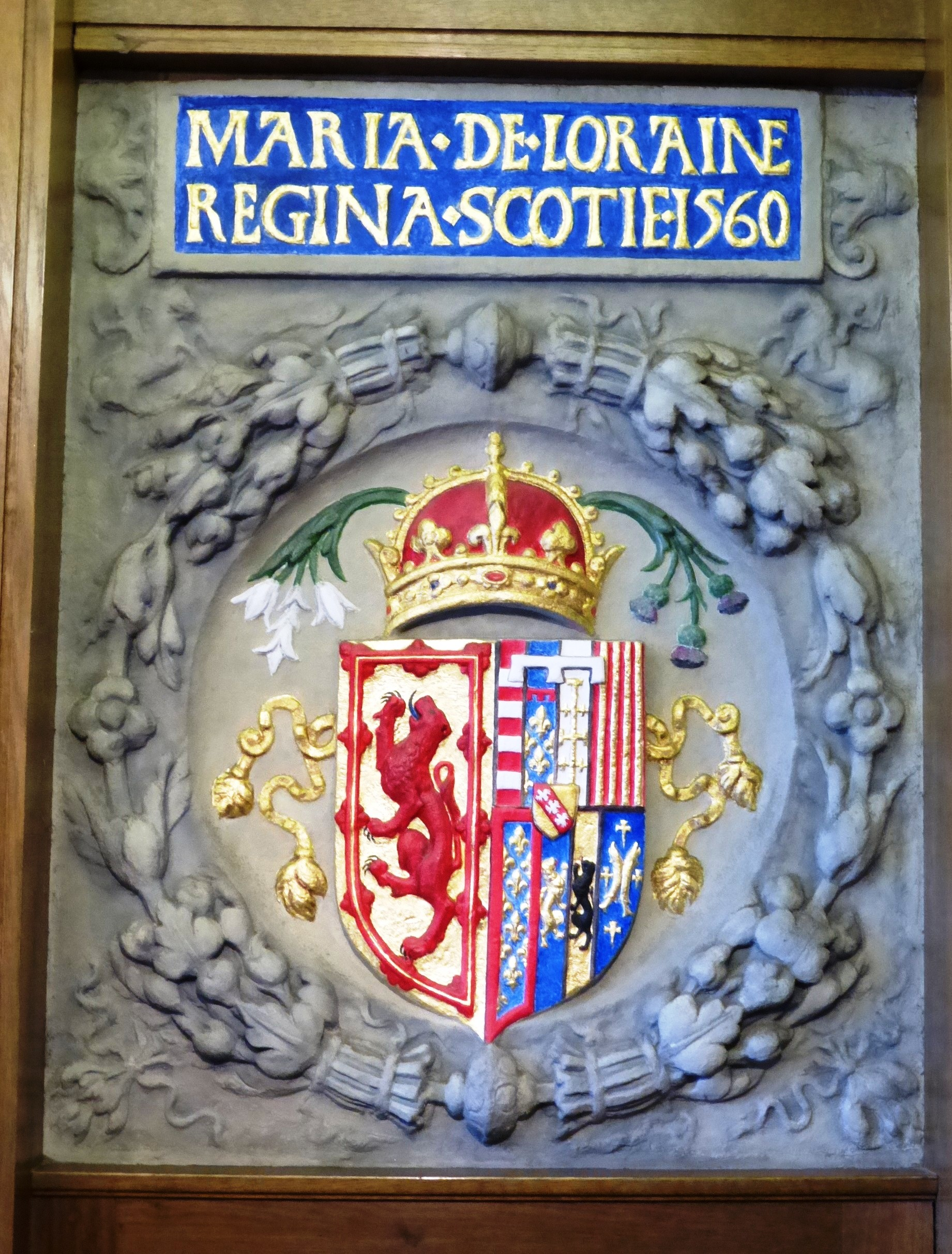
Armoiries de Marie de Guise, reine d’Écosse (1560).

L'alliance de François Ier et du roi d'Écosse Jacques V se concrétisa quand celui-ci, d'abord fiancé à Marie de Bourbon-Vendôme, mais qu'il n'a pas aimée en se rendant à Lyon auprès de la cour de France pour la voir, cousine de Marie de Guise, il épousa finalement Madeleine de France, âgée de seulement de 16 ans, que François 1er fut réticent au début à marier dans un pays du nord du fait de sa santé fragile ; la jeune fille, de complexion délicate, mourut quelques mois plus tard de la tuberculose. Jacques V entêté à avoir une épouse française renvoya ses ambassadeurs auprès de François Ier qui était pour lui l'exemple du roi chevaleresque, grand, sportif, victorieux etc. Selon un écrivain du XVIIe siècle, William Drummond de Hawthornden, Jacques V avait remarqué les attraits de Marie lorsqu'il se rendit en France pour rencontrer Madeleine et Marie de Bourbon, et elle était la suivante dans ses affections. Le roi François Ier de France a accepté la proposition de Jacques plutôt que celle d'Henri et a transmis ses vœux au père de Marie. François fit préparer un contrat de mariage qui offrait à Jacques une dot aussi importante que si Marie était née princesse de France, ce qui montre un symbole fort de l'amitié et de la proximité des deux peuples. La mère de Marie trouva le contrat « merveilleusement étrange », car le roi avait inclus l'héritage du fils de Marie François dans la dot. Elle ne souhaitait pas quitter sa famille et son pays, d'autant plus qu'elle venait de perdre son premier mari et son plus jeune fils Louis. Il semblerait que son père ait tenté de retarder les choses. David Beaton (qui fut nommé cardinal en 1538 et deviendra un de ses principaux conseillers une fois Marie devenue reine ainsi que son ami) se rendit en France pour les négociations de mariage. Il écrivit à Jacques V de Lyon le 22 octobre 1537 que Marie était « austère (forte), au teint clair et apte à voyager ». Beaton a écrit que le duc de Guise était "merveilleusement désireux de l'expédition et d'une fin précipitée de l'affaire", et avait déjà consulté son frère, le duc de Lorraine, et Marie elle-même, qui était avec sa mère en Champagne attendant la résolution des négociations. Le contrat de mariage fut finalisé en janvier 1538, Jacques V recevant une dot de 150 000 livres. Comme c'était la coutume, si le roi mourait le premier, Marie conserverait toute sa vie ses maisons communes du palais de Falkland, du château de Stirling, du château de Dingwall et du château de Threave, ainsi que les locations des comtés de Fife, Strathearn, Ross et Orkney, et les seigneuries de Galloway, Ardmannoch et des îles. Finalement, Marie accepta l’offre et fit des plans de départ précipité. Le mariage par procuration de Jacques V et de Marie de Guise eut lieu le 9 mai 1538 à la Sainte Chapelle du château de Châteaudun. Quelque 2 000 seigneurs et barons écossais sont venus d'Écosse à bord d'une flotte de navires dirigée par Robert Maxwell pour y assister, Maxwell représentant lors de la cérémonie Jacques V. Marie quitta la France et embarqua au Havre le 10 juin 1538, laissant derrière elle son fils de trois ans, François, duc de Longueville qui sera élevé par sa grand-mère Antoinette de Bourbon.

#### L'Ecosse
Elle accosta en Écosse 6 jours plus tard à Crail dans le Fife. Elle est venue dans une flotte de trois galères françaises commandées par Jacques de Fountaines, sieur de Mormoulins. Elle fut officiellement reçue par le roi à St Andrews quelques jours plus tard au milieu de spectacles et de pièces de théâtre joués en son honneur. Arrivée en Ecosse, Marie de Guise dit au roi Jacques V qu'on lui avait présenté un pays barbare et hostile mais que ce n'en était pas le cas, de quoi le roi fut charmé. Ils se sont mariés en personne à la cathédrale de St Andrews le 18 juin 1538. La mère de James, Marguerite Tudor, a écrit à son frère Henri VIII en juillet : « J'espère qu'elle se révélera une princesse sage. J'ai été beaucoup en sa compagnie et elle porte elle-même très honorablement envers moi, avec de très bons divertissements. ». En août, elle visita les Highlands avec Jacques pour un voyage de chasse à Glen Finglas. Sa mère lui envoie des maçons, dont Nicolas Roy, des mineurs et un armurier. Elle avait un peintre français, Pierre Quesnel, pour décorer ses palais. Sa maison comprenait un nain et un bouffon qui étaient tous deux vêtus de vert. Depuis plusieurs règnes, du fait de l'instabilité politique, peu de réalisations avaient été faites, elle fit moderniser ses palais à la mode française. En décembre 1538, la cour se trouvait au palais de Falkland et ses dames d'honneur recevaient des robes de velours violet ou noir, avec des jupes en taffetas blanc, en damassé rouge ou en satin noir. Ses servantes recevaient des robes en tissu noir de Paris et marron français. Le 24 août 1539, ils effectuèrent un pèlerinage sur l'île de May dans le Forth. Ils prirent trois navires, le Unicorn (la licorne), le Little Unicorn (la petite licorne) et le Mary Willoughby. On croyait qu'une visite au sanctuaire de saint Adrien pouvait aider une femme à tomber enceinte car Jacques V était pressé d'avoir enfin un héritier au trône. Elle fut couronnée reine à l'Abbaye de Holyrood le 22 février 1540. Les préparatifs de son couronnement avaient commencé en octobre 1539 lorsque le joaillier John Mosman fabriqua une nouvelle couronne en or et que son sceptre d'argent fut doré. Les paiements effectués pour la cérémonie comprennent l'accrochage des tapisseries ; le transport du mobilier de l'église de la chapelle du palais jusqu'à l'abbaye ; la présence de onze aumôniers ; des planches pour scènes de l'Abbaye et des messagers envoyés pour convoquer les dames du royaume. Une salve de 30 canons a été tirée depuis la tour David dans le château d'Édimbourg, et des feux d'artifice ont été conçus par James et réalisés par ses artilleurs royaux.
Le 12 juin 1538 à Saint-Andrews, elle épousa donc le roi Jacques V d'Écosse dont elle eut trois enfants, deux fils, Jacques, duc de Rothesay, et Robert, duc d'Albany, tous deux morts au berceau. Jacques V qui était un homme assez volage, devint toutefois un père exemplaire, mais leur décès le fit retomber dans ses anciens démons. Puis vint une fille née le 8 décembre 1542 : Marie, future reine d’Écosse. Le roi Jacques V aurait dit que cela avait commencé par une fille et se terminait par une fille en référence à Robert II qui avait fait monter la dynastie Stuart sur le trône parce que David II n'avait pas d'enfant et que sa soeur Marjorie Bruce fut nommée héritière et qu'étant morte, son fils était monté sur le trône. À la mort de son époux en 1542, elle est nommée régente pour le compte de sa fille.

### Régente d'Écosse

#### Arran
Jacques V étant mort le 14 décembre 1542, six jours après la naissance de leur fille, le gouvernement de l'Écosse fut d'abord confié à James Hamilton, 2e comte d'Arran, comme régent. Henri VIII d'Angleterre souhaitait que l'enfant épouse son fils, le prince Edward, futur Édouard VI. Cela a conduit à des conflits internes en Écosse entre ceux qui étaient favorables au mariage et ceux qui préféraient l'alliance avec la France et a conduit à une invasion anglaise, ce qu'on appelle le Rough Wooing. Marie de Guise a déclarée au diplomate anglais Ralph Sadler que le régent Arran était un « homme simple » et qu'elle pouvait facilement découvrir « toute son intention ». En juillet 1543, elle déménagea avec l'enfant au château de Stirling. Lorsque Ralph Sadler lui a de nouveau parlé en août, elle lui a assuré que le mariage anglais aurait lieu lorsque la reine aurait dix ans. Pendant ce temps, Mary était en sécurité à Stirling ; Guise a déclaré qu'elle était heureuse d'être à Stirling et "qu'elle y a beaucoup loué à propos de la maison". Il devint bientôt clair pour Henri VIII que Mary et Edward ne se marieraient pas, malgré les promesses écossaises et le traité de Greenwich, et à la fin de 1543, il lança la guerre désormais appelée la Rough Wooing, dans l'espoir de renverser la situation. En 1544, elle fut le fer de lance d'une tentative infructueuse pour remplacer Arran comme régente,.

#### La régence de Marie
Marie de Guise assuma la régence du royaume d'Écosse à partir du 12 avril 1554 et cela pendant 6 ans jusqu'à sa mort. Après une défaite écossaise à la Bataille de Pinkie Cleugh en septembre 1547, l'aide militaire française affaiblit la détermination anglaise et renforça la base de pouvoir de Marie de Guise, restée en Écosse. Équipée d'une lance nouvellement peinte pour son étendard royal, Marie vint constater la progression du Siège de Haddington en juillet 1548. Le 9 juillet, son groupe arriva à portée des canons anglais et seize membres de son entourage furent tués autour d'elle. À la suite de cet incident terrifiant, elle donna à l'un de ses artilleurs -Andro Straitoun- une récompense de 4 £ écossaises (équivalant à un mois de salaire). S'appuyant sur des troupes françaises, elle combattit, dès son arrivée en Écosse, l'expansion du mouvement presbytérien, un protestantisme spécifique à l'Écosse, plus proche du protestantisme hollandais ou français que de l'église anglicane. En raison de ce combat sanglant, elle fut violemment dénoncée par le théologien presbytérien John Knox, disciple et ami de Jean Calvin. Toujours alliée à la France, elle fut choisie en 1550 pour être la marraine du prince Louis de France, second fils du roi Henri II et de la reine Catherine de Médicis, titré duc d'Orléans. En 1558, Marie Stuart, âgée de 16 ans et élevée en France, fut mariée avec le dauphin François (futur roi François II de France),, dans le respect des termes de l'Auld Alliance de 1543. La famille de Guise espérait ainsi consolider un empire franco-écossais, combattant le protestantisme, à l'image de leur allié l'empereur Charles Quint et de son fils Philippe II d'Espagne, qui avait épousé en 1554 la reine Marie Ire d'Angleterre et tentait de restaurer le catholicisme dans son pays. Marie de Guise n'est pas toujours bien vue de la noblesse écossaise dont elle ne comprend pas la volonté d'indépendance très forte, d'autant que leur pouvoir a été diminué au profit de l'église catholique. De plus elle fait appel à beaucoup de français pour la conseiller ou la représenter en tant qu'ambassadeurs, notamment à la cour de France. Elle fait appel à la marine française ainsi qu'à des troupes françaises quand elle croit que son pouvoir s'estompe.
- Réforme écossaise

### Fin de vie et mort
En 1558, la cousine de Jacques V, Marie Ire d'Angleterre, meurt. La fille de Marie de Guise, Marie Stuart, est alors la plus proche parente catholique de la reine défunte et peut à ce titre revendiquer le trône d'Angleterre, bien qu'en violation des termes du Troisième Acte de Succession au trône d'Angleterre. Le trône va à la jeune Élisabeth, seule reine légitime selon le dit Acte, demi-sœur protestante de Marie Tudor, sans aucune attache espagnole et beaucoup moins encline que sa demi-sœur aînée à combattre des protestants écossais de plus en plus nombreux. La nouvelle souveraine n'aura ni mari ni enfant, mais restera près de 45 ans sur le trône.
L'année suivante, sa fille Marie et François de France accèdent au trône des Lys, s'intitulant « roi et reine de France et d'Écosse ». Pendant ce temps, en Écosse, Marie de Guise rencontre une opposition croissante des presbytériens, encouragée par la nouvelle reine d'Angleterre. La révolte de l'opposition protestante écossaise (Covenant), majoritaire au parlement, appuyée par des relais dans l'aristocratie et le soutien de l'Angleterre, va en s'amplifiant lorsque, le 11 juin 1560, Marie de Guise meurt à l'âge de 44 ans. Elle est enterrée à l'Abbaye Saint-Pierre-les-Dames à Reims. Elle y reposera jusqu'à la révolution française ou son tombeau sera ouvert et détruit par les révolutionnaires.
Le traité d'Édimbourg du 6 juillet 1560 ordonne alors l'expulsion des soldats français, puis, en août 1560, le protestantisme est proclamé religion d'État par le parlement écossais.
François II meurt prématurément en décembre 1560, après dix-sept mois de règne, sans laisser de postérité. Marie Ire d'Écosse, qui s'était retirée à Reims, rentre alors en Écosse, un pays qu'elle ne connaît pas. En conflit avec Élisabeth Ire, elle est maintenue dix-huit ans en résidence forcée avant d'être exécutée en 1587.

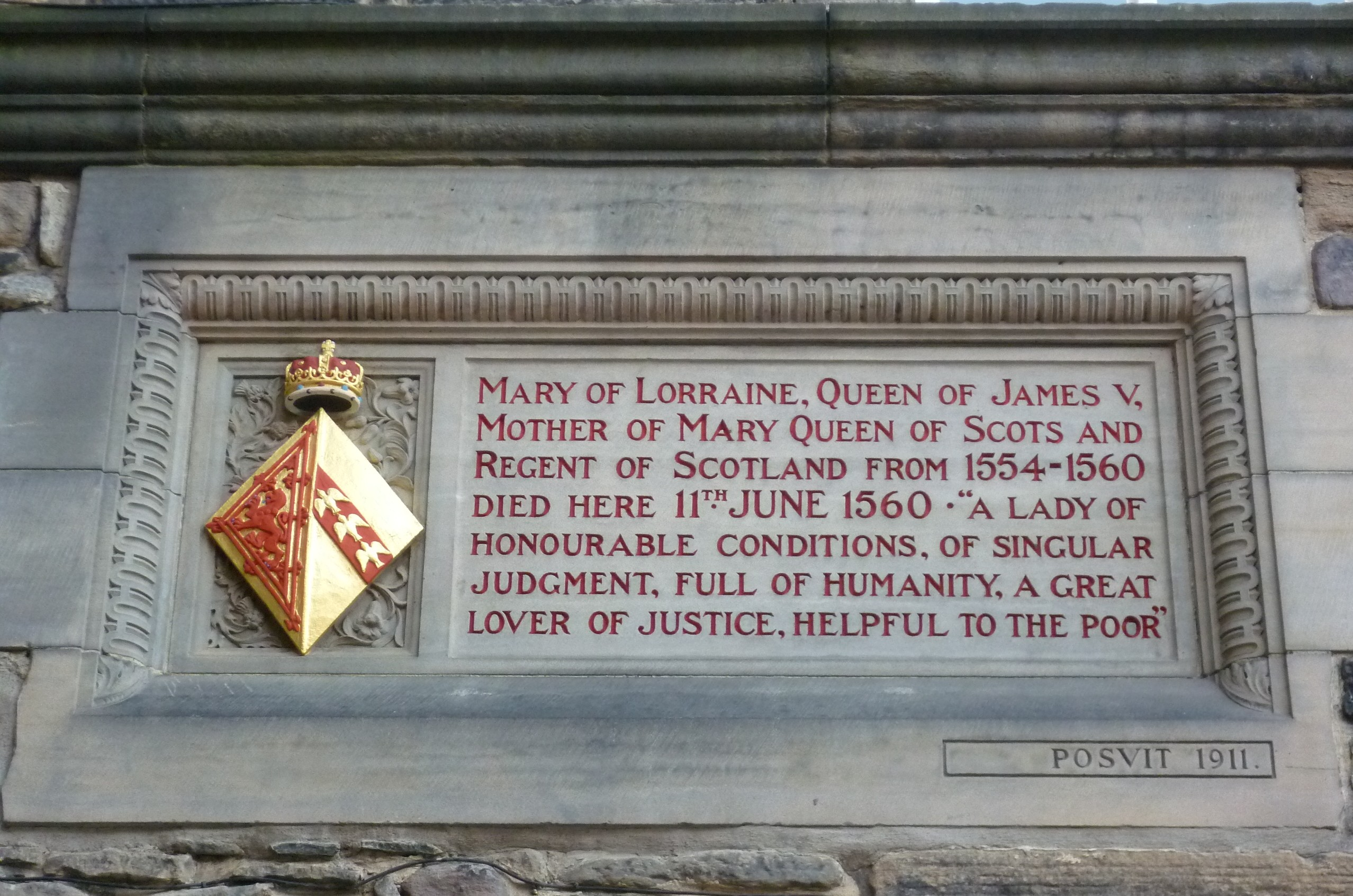
Plaque commémorative de 1911 au château d’Édimbourg.

Le fils de Marie Stuart, dernière reine d'Écosse, Jacques I, petit-fils de Marie de Guise, monte en 1603 sur le trône d'Angleterre, unifiant en sa personne les deux pays ennemis.

## Dans la culture populaire
Parmi d'autres apparitions cinématographiques, Marie de Guise est un des personnages principaux du film Elizabeth et de la série Reign : Le Destin d'une reine.